# Rugby Football League
Pour les articles homonymes, voir Fédération anglaise de rugby et RFL.
La Rugby Football League (RFL) est l'instance gérant le rugby à XIII au Royaume-Uni. Elle gère l'équipe de Grande-Bretagne, la Challenge Cup, le Co-operative Championship et la Super League.  Elle administre en association avec la British Amateur Rugby League Association, le secteur amateur.
Avec l'apparition de fédérations au Pays de Galles, en Écosse et en Irlande, la RFL est vouée à devenir une fédération anglaise[réf. souhaitée].

## Histoire
Au cours des années 1890, "sudistes", ardents défenseurs du plus strict amateurisme, et "nordistes", partisans de la reconnaissance du "manque à gagner" et du remboursement des frais médicaux issus des blessures récoltées durant les matchs, s'opposent avec de plus en plus de violence. Le Rugby Football Union (XV), lors de son congrès de 1893, ayant rejeté par 282 voix contre 136, la proposition du Yorkshire de dédommager les joueurs victimes d'accidents du terrain, le différend se transforme en conflit ouvert.
Le lundi 29 juillet 1895, vingt clubs du Yorkshire (Batley, Bradford, Brighouse Rangers, Halifax, Huddersfield, Hull, Hunslet, Leeds, Liversedge, Manningham et Wakefield) et du Lancashire (Broughton Rangers, Leigh, Oldham, Rochdale, Saint Helens, Tyldesley, Warrington, Widnes et Wigan) décident de payer le "manque à gagner" (six shillings) à leurs joueurs. Réunis le jeudi 29 août au George Hôtel d'Huddersfield, ils font sécession et créent une fédération autonome, la Northern Rugby Football Union. Le samedi 7 septembre démarre une compétition à dix matchs.
Deux ans, plus tard, Batley remporte aux dépens de St Helens la première édition de la coupe d'Angleterre (10-3). La finale a lieu à Leeds-Headingley. Parallèlement, les responsables fédéraux étudient diverses modifications des règles, en particulier la suppression de la touche. Le mardi 19 juillet 1898, ils légalisent le professionnalisme.
Après qu'en 1903 eut été ajourné un projet de réduire le nombre de joueurs à 12 (24 pour, 52 contre) celui-ci est définitivement fixé à 13.
En 1922, la Northern Rugby Football Union disparait, lui succède la Rugby Football League. 
Le terme Rugby Football League désignait aussi le principal championnat anglais, jusqu'à la création de la Super League en 1996.